# Sense and Destroy Armor

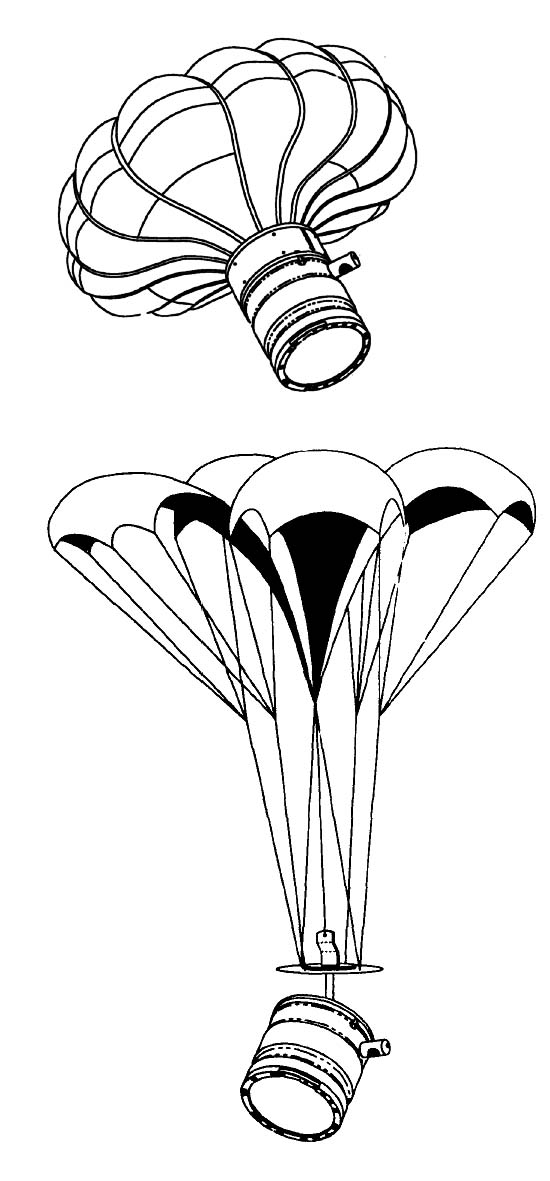

Sense and Destroy Armor, Akronym SADARM, Kennung M898, war eine US-amerikanische Geschützmunition zum Kampf gegen gepanzerte Fahrzeuge. Sie wurde nur in geringer Stückzahl hergestellt und eingesetzt.

## Entwicklung
Die Entwicklung der Waffe begann in den frühen 1960er Jahren, kam aber nur langsam voran. Erste Demonstrationsmodelle waren in den späten 1970er Jahren fertiggestellt. 1983 legten sich die Entwickler auf 155-Millimeter-Artilleriemunition und 1986 auf Raketen für MLRS als Träger fest. 1989 wurden erstmals erfolgreich Granaten mit dieser Technik getestet. Kurz vor der Serienproduktion ergaben Erprobungen 1993, dass die Treffgenauigkeit von SADARM nur gering war, so dass 1995 eine Produktion in niedriger Stückzahl begann und gleichzeitig weitere Verbesserungsversuche unternommen wurden. 1999 beendete der US-Kongress das Programm mit der Begründung, dass die Ergebnisse angesichts der Kosten von rund zwei Milliarden Dollar unzureichend seien.
Bis dahin waren 836 Projektile hergestellt worden. Während des Irakkriegs 2003 feuerte die US-Armee 121 Geschosse ab, die 48 Fahrzeuge zerstörten.

## Technik
Die Munition ist eine 155-Millimeter-Artilleriegranate, die in rund 1000 Metern Höhe zündet. Dabei setzt sie zwei Submunitionen frei, die an Fallschirmen einen Sinkflug beginnen. Ein zweiter, ringförmiger Fallschirm versetzt die Submunition in Rotation, was ihr eine Neigung von 30 Grad verleiht. Während dieses Sinkflugs tastet der Sensor der Submunition eine 150 Meter durchmessende Fläche auf dem Erdboden spiralförmig ab. Der Sensor arbeitet mit Radar und Infrarot. Sobald der Sensor ein geeignetes Ziel erfasst, zündet er eine Projektilbildende Ladung, die aus 1,5 Kilogramm LX-14 besteht. Diese Ladung soll in der Lage sein, aus bis zu 152 Metern Entfernung die vergleichsweise dünne Deckenpanzerung der meisten Kampfpanzer zu durchschlagen. Falls die Submunition kein Ziel ausmachen kann, zerstört sie sich selbst beim Aufschlag auf den Erdboden.

## Daten
- Geschoss M898
  - Gewicht: 44 Kilogramm
  - Länge: 805 Millimeter
  - Kaliber: 155 Millimeter
  - Schussweite (Abgeschossen von der Panzerhaubitze M109A6): 22.500 Meter
- SADARM-Submunition
  - Gewicht: 11,77 Kilogramm
  - Länge: 204,4 Millimeter
  - Durchmesser: 147 Millimeter
  - Sinkgeschwindigkeit: 17 Meter pro Sekunde
  - Geschwindigkeit des Sensors: 456 Umdrehungen pro Minute
  - Durchschlagsleistung: ~ 80 mm RHA auf 125 Meter

## Vergleichbare Systeme
- BONUS aus Schweden und Frankreich
- SMArt 155 aus Deutschland